# Niebylec
Pour la commune, voir Niebylec (gmina).
Niebylec est une localité polonaise, siège de la gmina de Niebylec, située dans le powiat de Strzyżów en voïvodie des Basses-Carpates.